# Sauxillanges
Sauxillanges är en kommun i departementet Puy-de-Dôme i regionen Auvergne-Rhône-Alpes i centrala Frankrike. Kommunen ligger i kantonen Sauxillanges som tillhör arrondissementet Issoire. År 2022 hade Sauxillanges 1 328 invånare.

## Befolkningsutveckling
Antalet invånare i kommunen Sauxillanges
| Referens: INSEE |

## Vänorter
- Fosdinovo, Italien (2003)